# Пам'ятник табуретці
Пам'ятник табуретці — легендарне місце в Рівненській області, що знаходиться в місті Дубно. У це місце ви можете прийти відпочити та подивитись на краєвиди міста Дубно. Рекомендується приходити восени та весною, зимою теж можна (напевне), влітку все заростає травою, тому прийти до пам'ятника доволі важко. Додавання нових експонатів вітається. Будь ласка, утримуйтесь від акту вандалізму в цьому потужному місці.

## Галерея

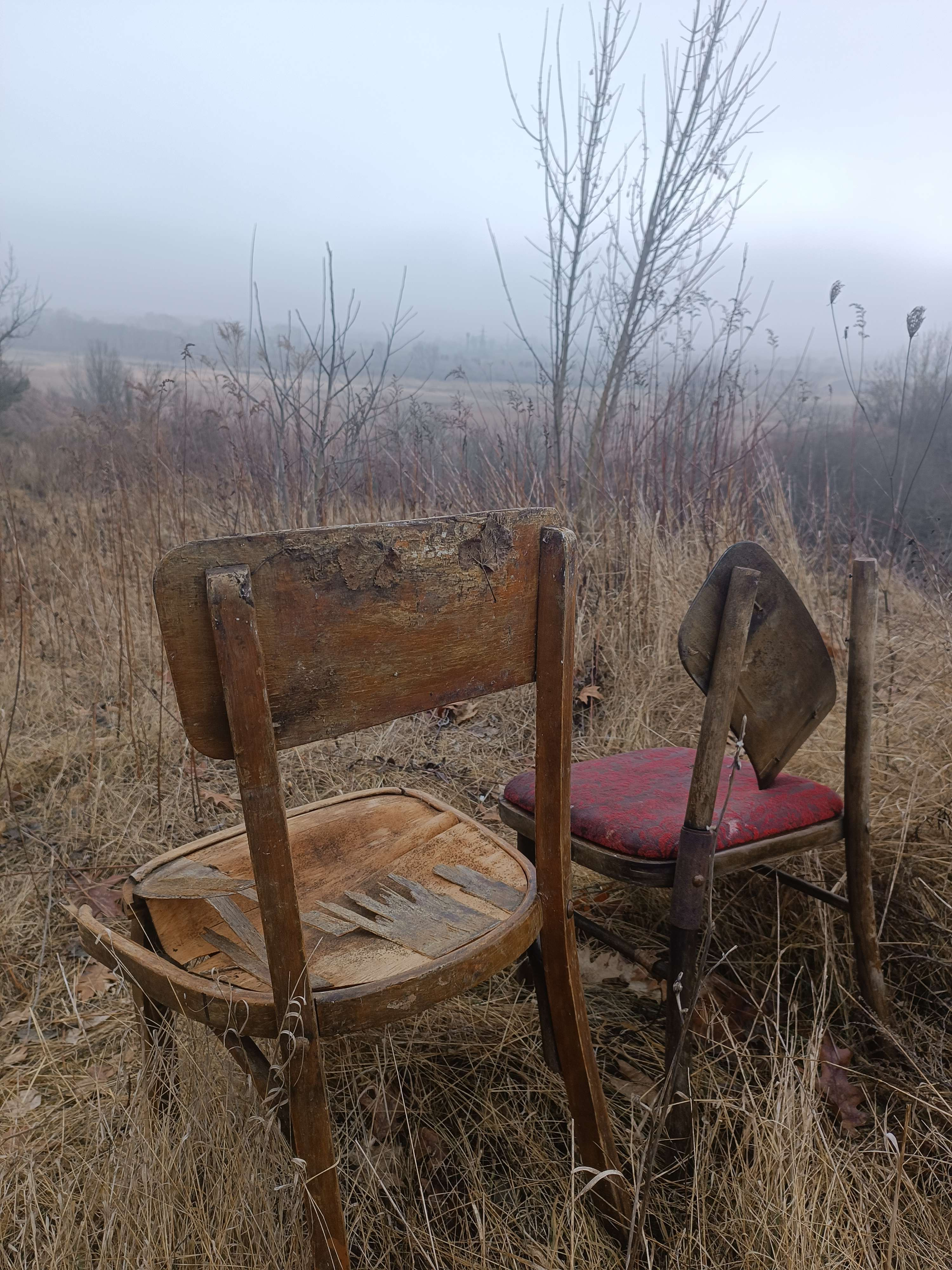
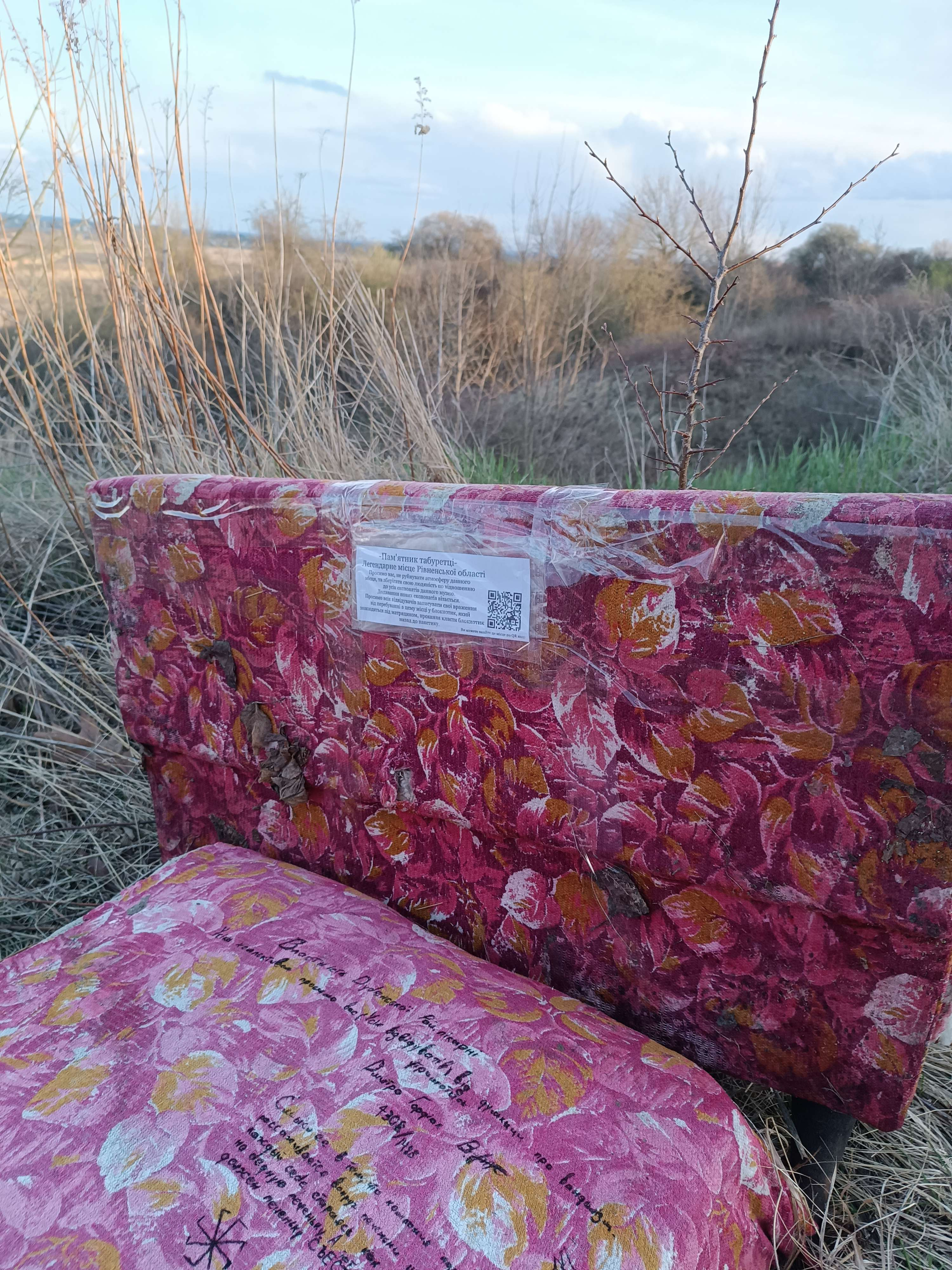
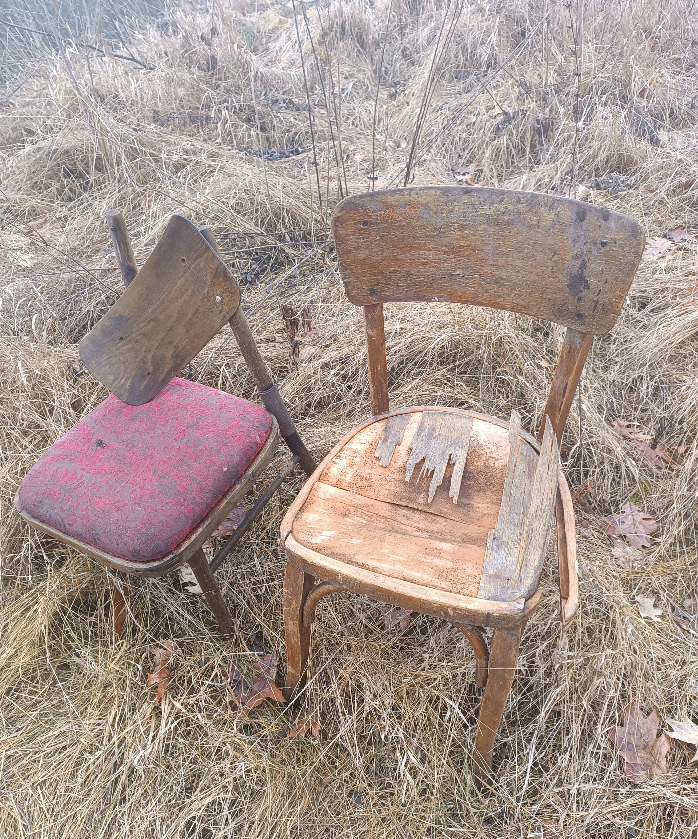
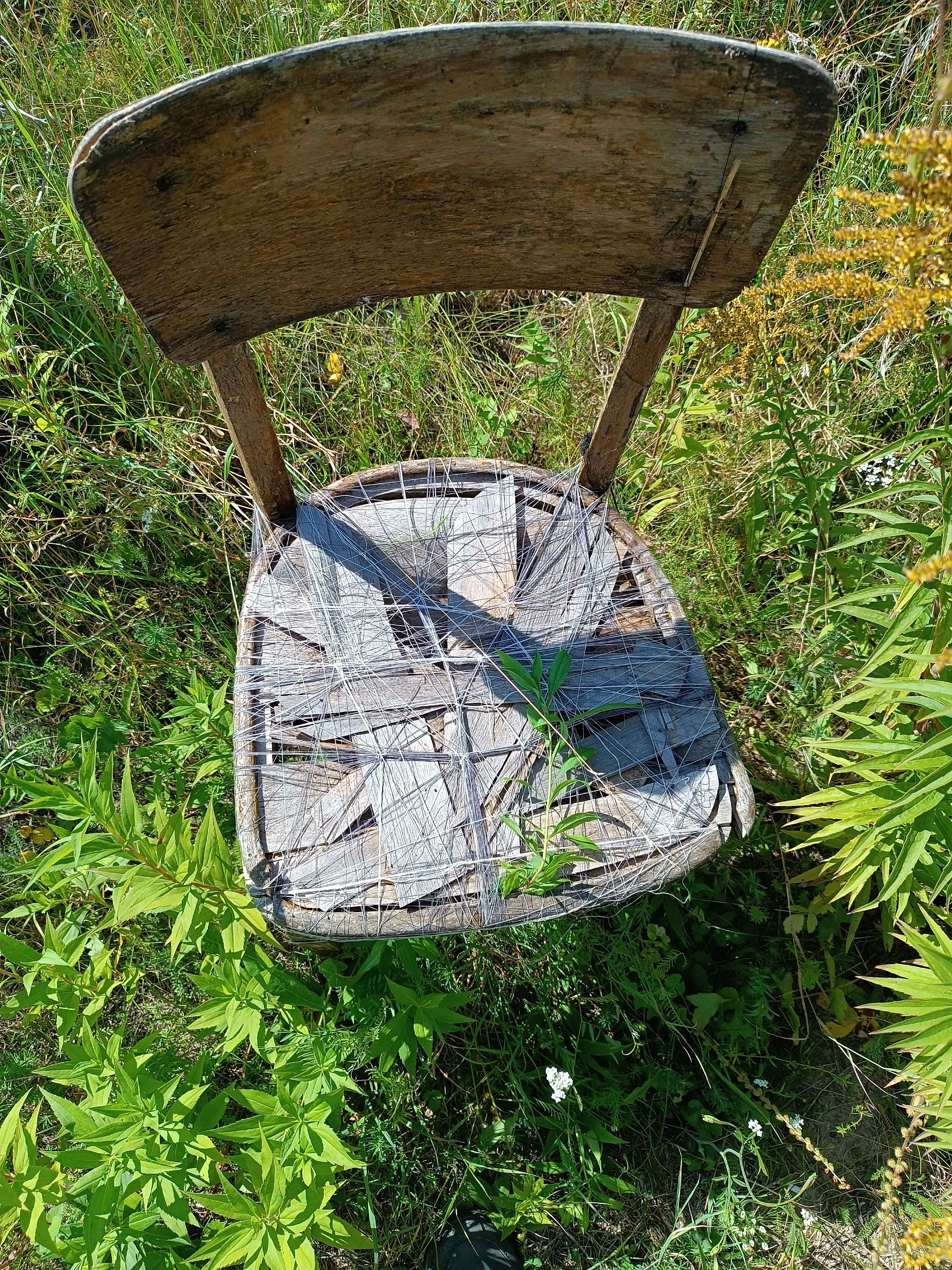
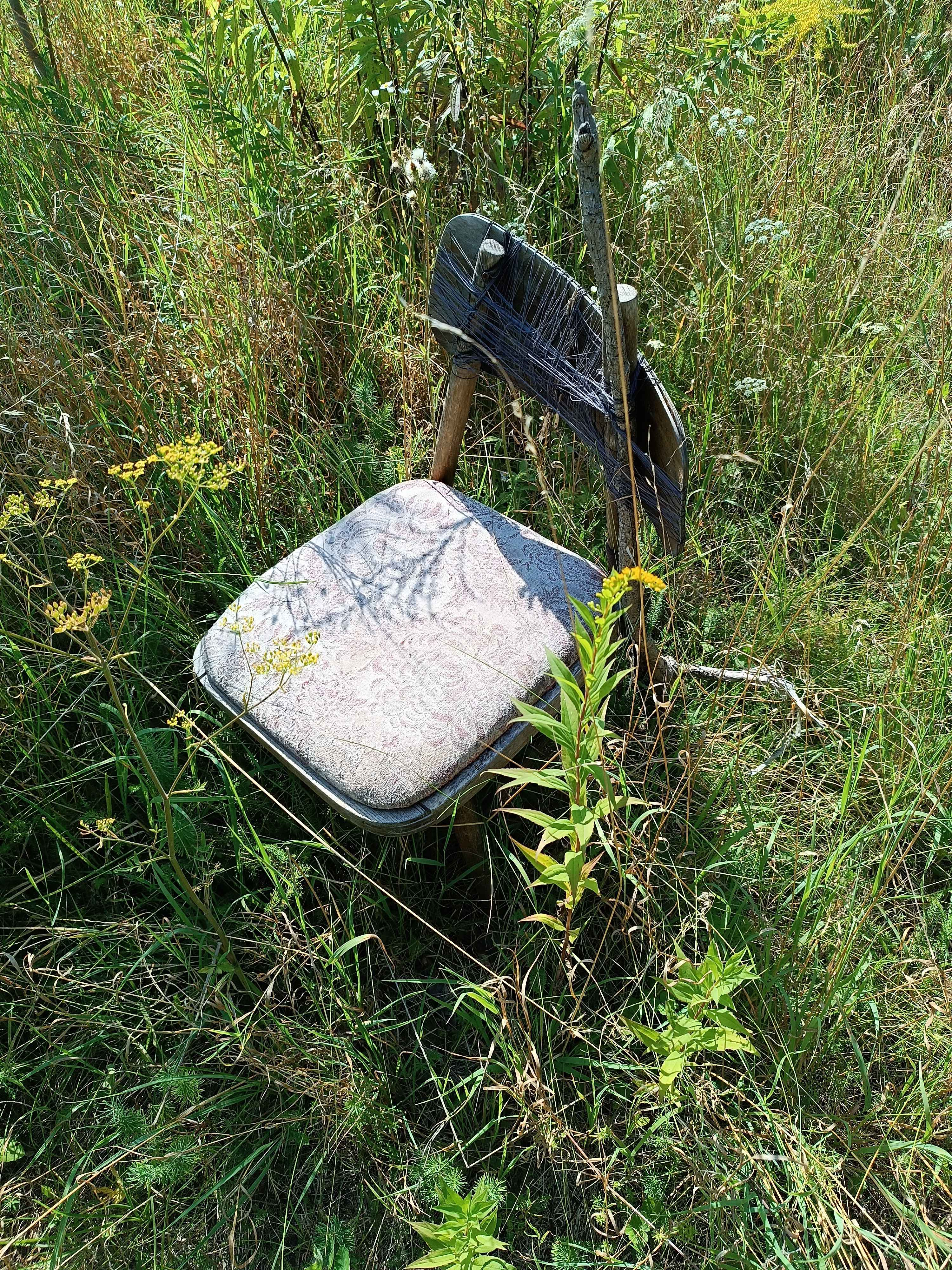

## Місцезнаходження
Знаходиться це потужне та легендарне місце за Дубенською міською лікарнею, click